# Nina Bohm
Nina Bohm, född 30 april 1958, är en före detta professionell tennisspelare från Stockholm, Sverige.

## Biografi
Bohm gjorde sin  debut i Fed Cup för Sweden 1978 mot Frankrike. Hon deltog i totalt fyra omgångar, de övriga tre 1980, då hon tillsammans med sin partner Helena Anliot vann avgörande matcher mot Frankrike och Japan, innan Sverige föll mot Australien i kvartsfinal.
Under hennes professionella karriär tävlade hon i alla fyra Grand Slam-tävlingar. Hon kom till fjärde rundan under Franska öppna, 1981, med vinster mot Renáta Tomanová och den 14:e seedade Ivanna Madruga. Under Wimbledon 1981 var hon kvartsfinalist i damernas dubbel, i lag med amerikanskan Sherry Acker. Hon nådde också tredje rundan i damernas singel det året, där hon förlorade 6–8 i tredje set mot åttonde-seedade Virginia Ruzici.